# Anastassija Alexandrowna Protassenja
Anastassija Alexandrowna Protassenja (russisch Анастасия Александровна Протасеня; international gebräuchliche englische Transkription Anastasia Protasenya; * 22. Dezember 1993 in Moskau) ist eine russische Triathletin. Sie ist russische Jugendmeisterin 2010 und Mitglied der Elite-Reserve-Nationalmannschaft.

## Werdegang
2009 nahm Protassenja erstmals an einem Triathlon der Internationalen Triathlon Union (ITU) teil und gewann die Bronzemedaille beim Junioren-Europacup in Tarzo Revine. 2010 gewann Protassenja die Silbermedaille bei der Team-Europameisterschaft (Junioren) und wurde Erste beim Junioren-Europacup in Alanya. Dank dieser Medaille stieg sie mit nur einem Europacup gleich auf Platz 31 (von 95) in die ITU-Junioren-Europarangliste ein (Junior European Rankings / Women Standing).
Am Tag nach dem Europacup nahm Protassenja am Elite-Schwimm-Marathon in Alanya teil und wurde Dritte in der Elite-Wertung.
Anastassija Protassenja besucht wie Inna Zyhanok und Ljubow Iwanowskaja die Moskauer Elite-Sportschule ЭСДЮШОР УОР 2 (Московское среднее специальное училище Олимпийского резерва № 2, Moskauer Spezial-Mittelschule für Olympianachwuchs Nr. 2) und zählt in Russland zu den vielversprechendsten Jungtalenten. Beim Finale des Russland-Cups am 5. September 2010 in Woronesch wurde sie Erste in der Jugend-Kategorie, in Nischni Nowgorod hatte sie bereits am 20. Juni 2010 Silber in der Junioren-Kategorie gewonnen.
Im März 2011 eröffnete Protassenja die neue Saison mit einem Triathlon auf Zypern, wo die meisten russischen Elite-Triathleten ihr Trainingslager aufgeschlagen hatten. Beim Volkswagen Aldiana Triathlon (27. März 2011) wurde Protassenja Sechste auf der Sprintdistanz. In den vier Jahren von 2009 bis 2012 nahm Protassenja an 15 ITU-Bewerben teil und erreichte dabei achtmal Top-Ten-Platzierungen, darunter zwei Goldmedaillen im Junioren-Europacup.
2014 wurde sie in Penza mit dem russischen Team U23-Vizeeuropameister Triathlon.
Im September 2017 wurde die damals 23-Jährige russische Duathlon-Meisterin.
2018 wurde sie Vizestaatsmeisterin Duathlon und sie konnte diesen Erfolg im September 2021 wiederholen.

## Sportliche Erfolge
| Datum/Jahr    | Rang | Wettbewerb                                    | Austragungsort    | Zeit     | Bemerkung                                                           |
| ------------- | ---- | --------------------------------------------- | ----------------- | -------- | ------------------------------------------------------------------- |
| 22. Juni 2019 | 5    | RUS Triathlon National Championships          | Almetyevsk        | 02:10:47 | Staatsmeisterschaft Triathlon                                       |
| 30. Juni 2018 | 10   | RUS Triathlon National Championships          | Yaroslavl         | 02:03:09 | Staatsmeisterschaft Triathlon                                       |
| 27. Aug. 2016 | DNF  | RUS Triathlon National Championships          | Pensa             | –        | Staatsmeisterschaft Triathlon                                       |
| 26. Sep. 2015 | 21   | ETU Triathlon European Cup Final              | Sotschi           | 02:15:00 |                                                                     |
| 28. Juni 2014 | 6    | ETU Triathlon European Championship U23       | Pensa             | 02:07:19 |                                                                     |
| 18. Aug. 2013 | 12   | RUS Triathlon National Championships          | Pensa             | 02:12:30 | Staatsmeisterschaft Triathlon – hinter Jelena Alexandrowna Danilowa |
| 18. Aug. 2012 | 1    | ETU Triathlon European Cup Junior Women       | Pensa             | 01:04:18 |                                                                     |
| 24. Okt. 2010 | 1    | ETU Triathlon European Cup Junior Women       | Alanya            | 01:03:31 |                                                                     |
| 29. Aug. 2010 | 2    | ETU Europameisterschaft (Junioren-Teambewerb) | Vila Nova de Gaia |          | [ 6 ]                                                               |

| Datum/Jahr    | Rang | Wettbewerb                                      | Austragungsort | Zeit     | Bemerkung                             |
| ------------- | ---- | ----------------------------------------------- | -------------- | -------- | ------------------------------------- |
| 4. Sep. 2021  | 2    | RUS Duathlon National Championships             | Krasnoyarsk    | 02:04:24 | Vizestaatsmeisterin Duathlon          |
| 9. Sep. 2019  | DNF  | RUS Duathlon National Championships             | Krasnoyarsk    | –        | Staatsmeisterschaft Duathlon          |
| 15. Sep. 2018 | 2    | RUS Duathlon National Championships             | Shemursha      | 02:10:41 | Vizestaatsmeisterin Duathlon          |
| 3. Sep. 2017  | 1    | RUS Duathlon National Championships             | Krasnojarsk    | 02:03:21 | Russische Meisterin Duathlon          |
| 23. Mai 2009  | 19   | ETU Duathlon European Championship Junior Women | Budapest       | 01:10:37 | Duathlon-Europameisterschaft Junioren |

| Datum/Jahr    | Rang | Wettbewerb                           | Austragungsort | Zeit     | Bemerkung                     |
| ------------- | ---- | ------------------------------------ | -------------- | -------- | ----------------------------- |
| 28. Aug. 2021 | 5    | RUS Aquathlon National Championships | Kasan          | 00:31:49 | Aquathlon-Staatsmeisterschaft |

(DNF – Did Not Finish)